# أبولون ليماسول (كرة سلة)
أبولون ليماسول هو فريق كرة سلة قبرصي للمحترفين تأسس في سنة 1967 يقع مقره في ليماسول.

## أبرز اللاعبين
من أبرز اللاعبين الذين لعبوا معه:
- بايرون دنكنز
- إيفو يجوسيبوفيتش
- كيني ساترفيلد
- راي تيرنر
- سام جونز

## وصلات خارجية
- الموقع الرسمي